# Cap Higuer
Le cap Higuer (en espagnol : Cabo Higuer, en basque : Higer lurmuturra) est le cap le plus oriental de la mer Cantabrique et l'extrémité nord-occidentale de la chaîne montagneuse des Pyrénées. Son nom signifie « cap du Figuier » en français. 

## Géographie
Il constitue le point de départ occidental du GR-11, équivalent espagnol du GR-10. Il se trouve à 4 km de la ville de Fontarrabie. Il y a sur le site deux miradors en ruine desquels on peut avoir une vue panoramique sur la côte labourdine ou les criques du mont Jaizkibel.
On y trouve également un phare, un camping et deux restaurants.

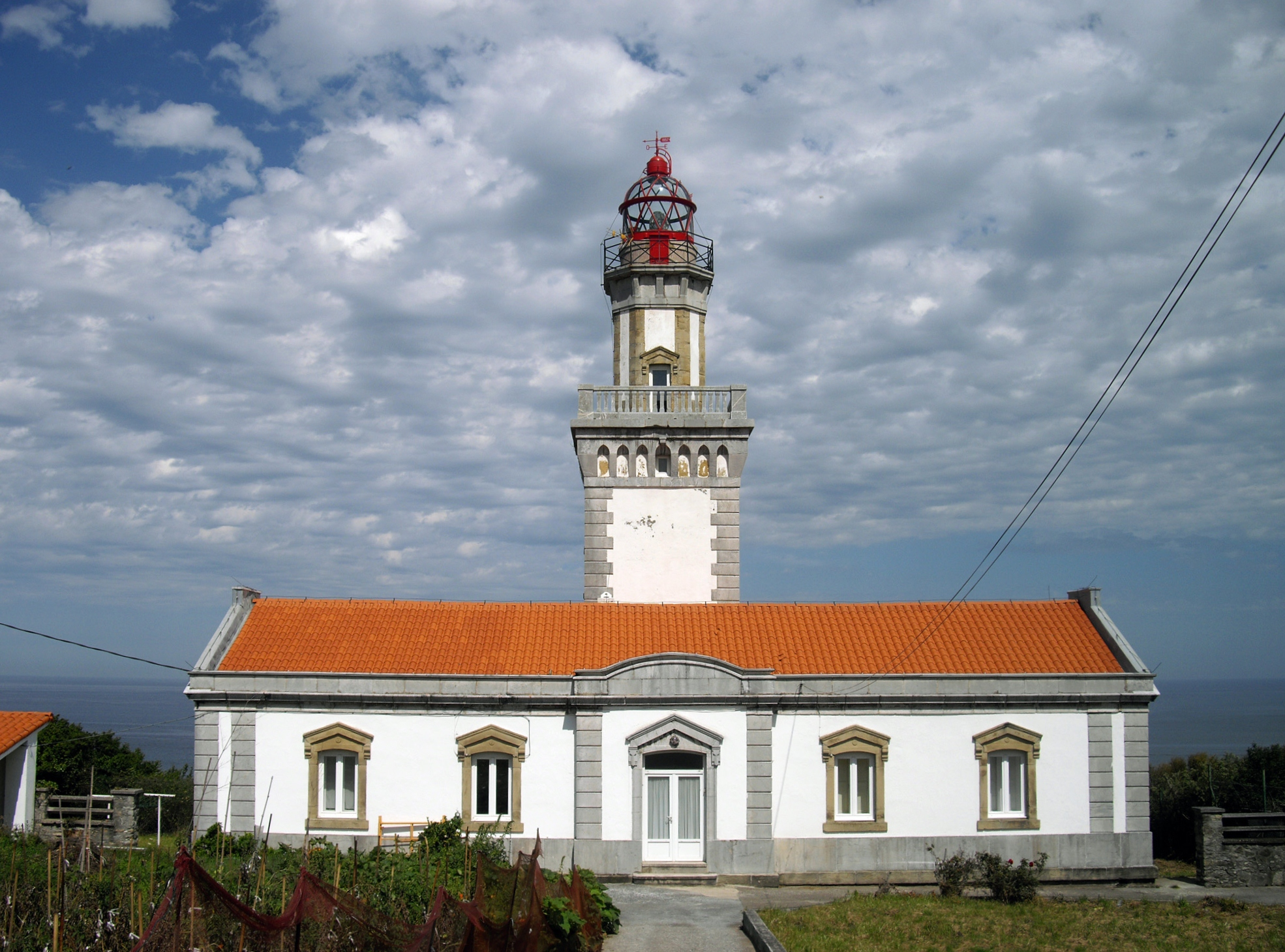
Phare du cap Higuer.